# Cymbopogon cambogiensis
Cymbopogon cambogiensis är en gräsart som först beskrevs av Benedict Balansa, och fick sitt nu gällande namn av E.G.Camus och Aimée Antoinette Camus. Cymbopogon cambogiensis ingår i släktet Cymbopogon, och familjen gräs. Inga underarter finns listade i Catalogue of Life.